# 斯特凡·桑德林
斯特凡·桑德林（德語：Stefan Sanderling，1964年8月2日—），德国指挥家。生于东德东柏林，是指挥家库尔特·桑德林和低音提琴演奏家芭芭拉·桑德林的儿子。他同父异母的哥哥是指挥家托马斯·桑德林。他的弟弟米夏埃尔·桑德林是一名大提琴家和指挥家。

## 生平
桑德林年轻时曾演奏过钢琴和单簧管。他早期的大学经历是在德国的哈雷。在洛杉矶爱乐学院，桑德林师从指挥家伦纳德·斯拉特金、尤里·特米尔卡诺夫、艾度·迪華特和约翰·纳尔逊。后来，他进入南加州大学桑顿音乐学院，师从丹尼尔·刘易斯。他还曾在莱比锡音乐学院跟随库尔特·马苏尔学习。
桑德林的第一个职业岗位是在德国波茨坦。此外，他还担任过美因茨国立剧院和美因茨爱乐乐团的音乐总监。1996年，他成为布列塔尼管弦乐团的首席指挥，并担任这一职务直至2003-2004乐季结束。
在美国，桑德林于2002年5月被任命为佛罗里达管弦乐团的音乐总监，并在2003-2004乐季正式担任这一职务。2006年6月，桑德林与佛罗里达乐团续约至2010-2011乐季。他的合同进一步延长至2013-2014乐季，此时他计划结束其佛罗里达乐团的任期。有报道称，桑德林与乐团管理层之间在财务和节目方面的冲突是导致他离职的原因。然而，2012年6月，乐团宣布桑德林在2011-2012乐季结束后提前结束佛罗里达乐团的任期。他和乐团的最后一次亮相是在2014年5月。
在美国，桑德林于2002年成为托莱多交响乐团的首席客座指挥，最初的合同为期两年。随后，乐团将他的头衔提升为首席指挥，他担任这一职务至2016-2017乐季。2011年5月，作为“音乐之春”音乐节的一部分，桑德林指挥托莱多交响乐团进行了乐团在卡内基音乐厅的首演。桑德林在2008年夏季演出季开始时成为了肖托夸交响乐团的音乐总监，担任这个职位一直到2011年。
2015年9月，桑德林被任命为列支敦士登交响乐团下一任首席指挥，从2016-2017乐季开始生效。

## 个人生活
桑德林的妻子是大提琴家伊莎贝尔·贝桑松（法語：Isabelle Besançon），她曾在他们相识的布列塔尼管弦乐团演奏。他们于2002年11月结婚。2002年12月31日，在雷蒙詹姆斯体育场发生了一起事件，这对夫妻本应作为客人在一场美式橄榄球比赛中与坦帕商人大卫·哈伯特见面。受到九一一袭击事件后安全问题加剧的影响，一名保安阻止贝桑松进入体育场，因为她的钱包过大。据报道，事件之所以升级，是因为一名保安表示，他“不能冒险让这对夫妇进去，因为他们是外国人”。此事在坦帕体育局通讯总监芭芭拉·凯茜给桑德林的道歉信中得到解决。